# The Nation and Athenaeum
The Nation and Athenaeum, ou simplement The Nation, est un hebdomadaire politique britannique au point de vue libéral et travailliste fondé en 1921 après la fusion de  The Athenaeum, revue littéraire publiée à Londres depuis 1828 et de la Nation, petite revue récente dirigée par Henry William Massingham.
La revue est achetée en 1923 par un groupe mené par l'économiste John Maynard Keynes  qui dès lors fait paraître de nombreux articles.
De 1923 à 1930, son rédacteur en chef est l'économiste libéral Hubert Douglas Henderson et le responsable de la section littéraire est Leonard Woolf qui donne un coup de pouce à de jeunes auteurs sans le sou, dont Robert Graves et E. M. Forster qu'il connaît grâce à la Hogarth Press et à qui il commande recensions et  articles; il publie certains autres auteurs, comme Edwin Muir, à la Hogarth Press, après avoir fait leur connaissance à la revue. 
Parmi les plumes, l'on peut distinguer Edmund Blunden, H. E. Bates, H. N. Brailsford, J. A. Hobson, Harold Laski, David Garnett, Aldous Huxley (sous le pseudonyme d'Autolux), Charlotte Mew, Edith Sitwell, T. S. Eliot, Virginia Woolf et G. D. H. Cole.
En 1931, la revue est absorbée par l'hebdomadaire travailliste le New Statesman, qui prend le nom du New Statesman and Nation jusqu'en 1964,.